# 모토로라 88110

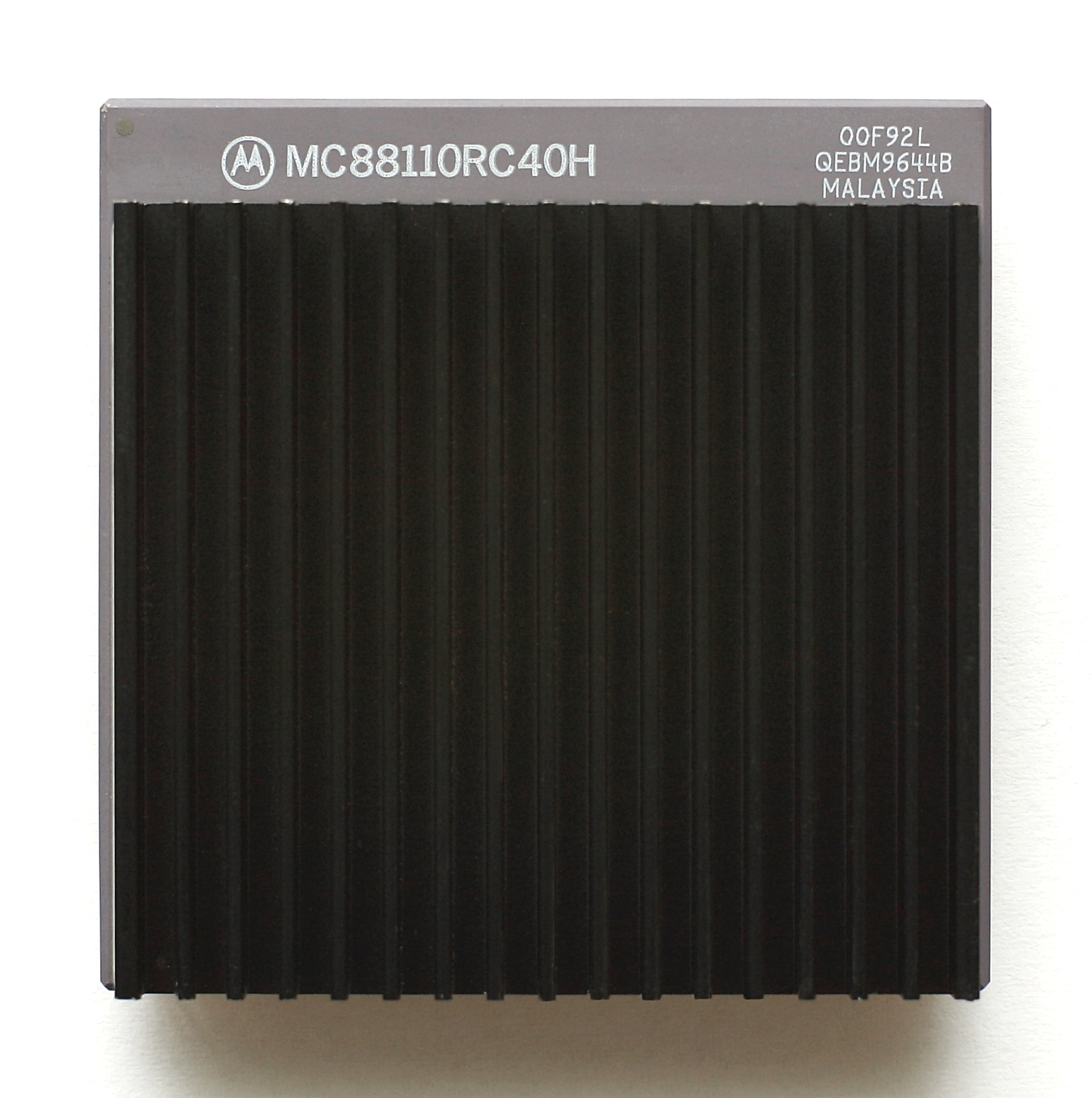

모토로라 88110은 모토로라의 마이크로프로세서이다. 모토로라 88000 인스트럭션 셋 아키텍처(ISA)(다른 말로, m88k 아키텍처)를 구현한 것이었다. 88110은 88100에 이은 두 번째 88000 인스트럭션 셋 아키텍처의 구현이었다. 개인용 컴퓨터 및 워크스테이션을 위한 마이크로프로세서였다. 1992년에 출시되었으며, 동작 클럭은 50 MHz였다. 1990년대 중반까지 시장에 존재했었다.
모토로라 88110은 기존 ISA를 확장한 ISA를 구현했다. 분리된 부동소수점 레지스터들(FP register file)을 가지고 있었으며, 확장된 정밀도(extended precision, 80 비트)를 갖는 부동소수점 데이터 타입도 구현하고 있었으며, 새로운 정수 및 그래픽스 인스트럭션들을 갖고 있었다. 기존 88000 마이크로프로세서에 없었던 마이크로아키텍처 기능들을 구현하고 있었는데, 투-웨이(two-way) 슈퍼스칼라 명령어 처리, 비순차적 명령어 처리, 투기적 명령어 처리(speculative execution) 등을 구현하고 있었다.
81000의 구조적 결함을 극복하는 이러한 새로운 기능들에도 불구하고, 88110은 결과적으로는 시장에서 실패하였다. 거의 시스템에 채택되지 못하였다. 모토로라 88110의 설계는, IBM과 모토로라가 AIM 연합의 일환으로 개발하게 된 마이크로프로세서인 파워피시 마이크로프로세서로 계승되었다.
프로세서의 다이는 130만 개의 트랜지스터를 담고 있었다. 크기는 가로 15 mm, 세로 15 mm(225 mm2)이었다. 1 마이크로미터(1 µm) CMOS(complementary metal-oxide-semiconductor)공정에서 제조되었다. 프로세서에는 3개 레벨의 알루미늄 연결부가 있었으며, 유효 채널 길이(nMOS, pMOS 사이 간격)은 0.8 µm 이었다. 모토로라 88110은 별다른 수정 없이0.8 µm 공정에서 유효 채널 길이 0.65 µm를 갖고 제조될 수 있게 설계되었다.

## 구성 및 구조
모토로라 88110은 기본적으로 88100 CPU와 88200 CMMU를 단일 칩으로 통합한 칩이었다. 88100 프로세서보다 5배 정도 빠른 것을 목표로 설계되었다. 10개의 기능 유닛을 가지고 있었다.
- 2개의 정수 ALU (32비트 오퍼랜드)
- 1개의 FP 덧셈 연산기(80 비트 오퍼랜드)
- 1개의 곱셈기( 64 비트 정수, 80 비트 FP)
- 1 개의 나눗셈기(64 비트 정수, 80 비트 FP)
- 1 개의 비트 필드 계산기(32 비트 정수)
- 1 개의 인스트럭션/브랜치
- 1 개의 데이터 캐시
- 2개의 그래픽스 연산기 (64 비트 오퍼랜드)

모토로라 88110은 사이클 당 두 개의 인스트럭션을 페치(fetch)하였다.